# وچه هنری آگبو
وچه هنری آگبو (انگلیسی: Uche Henry Agbo؛ زادهٔ ۴ دسامبر ۱۹۹۵) بازیکن فوتبال اهل نیجریه است که برای اسلوان براتیسلاوا در لیگ دسته اول فوتبال اسلواکی به عنوان مدافع میانی یا هافبک دفاعی بازی می‌کند.
وی همچنین در تیم‌های ملی فوتبال زیر ۲۰ سال و بزرگسالان نیجریه بازی کرده‌است.